# Lijst van voetbalinterlands Botswana - Zuid-Afrika (vrouwen)
Deze lijst van voetbalinterlands is een overzicht van alle officiële voetbalinterlands tussen de nationale vrouwenteams van Botswana en Zuid-Afrika. De landen hebben tot nu toe negentien keer tegen elkaar gespeeld. 

## Wedstrijden
| №  | Plaats         | Datum             | Competitie                          | Wedstrijd              | Uitslag            |
| -- | -------------- | ----------------- | ----------------------------------- | ---------------------- | ------------------ |
| 1  | Harare         | 19 april 2002     | COSAFA Women's Championship 2002    | Zuid-Afrika − Botswana | 14 − 0             |
| 2  | Polokwane      | 30 april 2011     | Afrikaanse Spelen 2011 kwalificatie | Zuid-Afrika − Botswana | 0 − 1              |
| 3  | Gaborone       | 15 mei 2011       | Afrikaanse Spelen 2011 kwalificatie | Botswana − Zuid-Afrika | 0 − 4              |
| 4  | Harare         | 3 juli 2011       | COSAFA Women's Championship 2011    | Botswana − Zuid-Afrika | 0 − 4              |
| 5  | Saulspoort     | 10 december 2012  | Vriendschappelijk                   | Zuid-Afrika − Botswana | 3 − 0              |
| 6  | Vanderbijlpark | 7 juni 2014       | Vriendschappelijk                   | Zuid-Afrika − Botswana | 4 − 0              |
| 7  | Phokeng        | 13 september 2014 | Vriendschappelijk                   | Zuid-Afrika − Botswana | 10 − 0             |
| 8  | Molepolole     | 21 maart 2015     | Afrikaanse Spelen 2015 kwalificatie | Botswana − Zuid-Afrika | 0 − 1              |
| 9  | Johannesburg   | 11 april 2015     | Afrikaanse Spelen 2015 kwalificatie | Zuid-Afrika − Botswana | 5 − 0              |
| 10 | Lobatse        | 9 april 2016      | Afrika Cup 2016 kwalificatie        | Botswana − Zuid-Afrika | 0 − 2              |
| 11 | Tembisa        | 12 april 2016     | Afrika Cup 2016 kwalificatie        | Zuid-Afrika − Botswana | 3 − 0              |
| 12 | Bulawayo       | 17 september 2017 | COSAFA Women's Championship 2017    | Zuid-Afrika − Botswana | 1 − 1              |
| 13 | Ibhayi         | 14 september 2018 | COSAFA Women's Championship 2018    | Botswana − Zuid-Afrika | 0 − 1              |
| 14 | Gaborone       | 30 augustus 2019  | Olympische Spelen 2020 kwalificatie | Botswana − Zuid-Afrika | 0 − 0              |
| 15 | Johannesburg   | 3 september 2019  | Olympische Spelen 2020 kwalificatie | Zuid-Afrika − Botswana | 0 − 0 (n.p. 2 - 3) |
| 16 | Ibhayi         | 14 november 2020  | COSAFA Women's Championship 2020    | Botswana − Zuid-Afrika | 1 − 2              |
| 17 | Johannesburg   | 13 april 2021     | Vriendschappelijk                   | Zuid-Afrika − Botswana | 2 − 0              |
| 18 | Rabat          | 10 juli 2022      | Afrika Cup 2022                     | Zuid-Afrika − Botswana | 1 − 0              |
| 19 | Atteridgeville | 28 mei 2025       | Vriendschappelijk                   | Zuid-Afrika − Botswana | 3 − 2              |

## Samenvatting
| Competitie                     | Totaal gespeeld | Winst Botswana | Gelijk | Winst Zuid-Afrika | Doelsaldo Botswana – Zuid-Afrika |
| ------------------------------ | --------------- | -------------- | ------ | ----------------- | -------------------------------- |
| Olympische Spelen kwalificatie | 2               | 0              | 2      | 0                 | 0 − 0                            |
| Afrika Cup                     | 1               | 0              | 0      | 1                 | 0 − 1                            |
| Afrika Cup kwalificatie        | 2               | 0              | 0      | 2                 | 0 − 5                            |
| Afrikaanse Spelen kwalificatie | 4               | 1              | 0      | 3                 | 1 − 10                           |
| COSAFA Women's Championship    | 5               | 0              | 1      | 4                 | 2 − 22                           |
| Vriendschappelijk              | 5               | 0              | 0      | 5                 | 2 − 22                           |
| Totaal                         | 19              | 1              | 3      | 15                | 5 − 60                           |